# Aavere (Väike-Maarja)
Aavere (Duits: Afer) is een plaats in de Estlandse gemeente Väike-Maarja in de provincie Lääne-Virumaa. De plaats heeft 21 inwoners (2021) en heeft de status van dorp (Estisch: küla). In 2000 had het dorp nog 60 inwoners.
Ten noorden van Aavere ligt een dorp dat ook Aavere heet, maar bij de gemeente Tapa hoort.

## Geschiedenis
Aavere werd voor het eerst genoemd in 1565 onder de naam Haver. Het dorp viel onder het landgoed van Ass (Kiltsi). In 1612 werd het dorp Afer genoemd. In 1732 stond het dorp bekend onder de namen Ahwere en Obla. In 1765 werd het dorp het centrum van een ‘semi-landgoed’ (Duits: Beigut, Estisch: poolmõis), een landgoed dat deel uitmaakt van een groter landgoed, in dit geval Ass. In 1775 werd Afer een zelfstandig landgoed. Het dorp verdween in het midden van de 19e eeuw, maar het landgoed bleef. Kerkelijk viel het landgoed onder de parochie van Koeru.
Oorspronkelijk was de familie von Tiesenhausen de eigenaar van het landgoed; in 1830 kwam het in handen van de familie Harpe. Rudolf von Harpe liet in de jaren 1877-1881 het neogotische landhuis bouwen. De laatste eigenaar voor de onteigening door het onafhankelijk geworden Estland in 1919 was August Berendts.
Het landhuis bestaat uit een laag middendeel en twee hogere vleugels. De rechtervleugel wordt bekroond door een windvaan. Na 1919 was het in gebruik als verpleeghuis. In de jaren zestig kreeg het middendeel van één woonlaag een tweede woonlaag erbovenop. In 1996 werd het pand door een brand vernield. Sindsdien staan alleen de muren nog overeind. In het 5,2 ha grote park rond het landhuis staan nog diverse bijgebouwen, zoals een wodkastokerij, een stallencomplex en een windmolen. Ze verkeren allemaal in slechte staat.
In de jaren twintig van de 20e eeuw ontstond weer een nederzetting op het gebied van het voormalige landgoed. In 1977 kreeg ze de status van dorp.

## Foto's

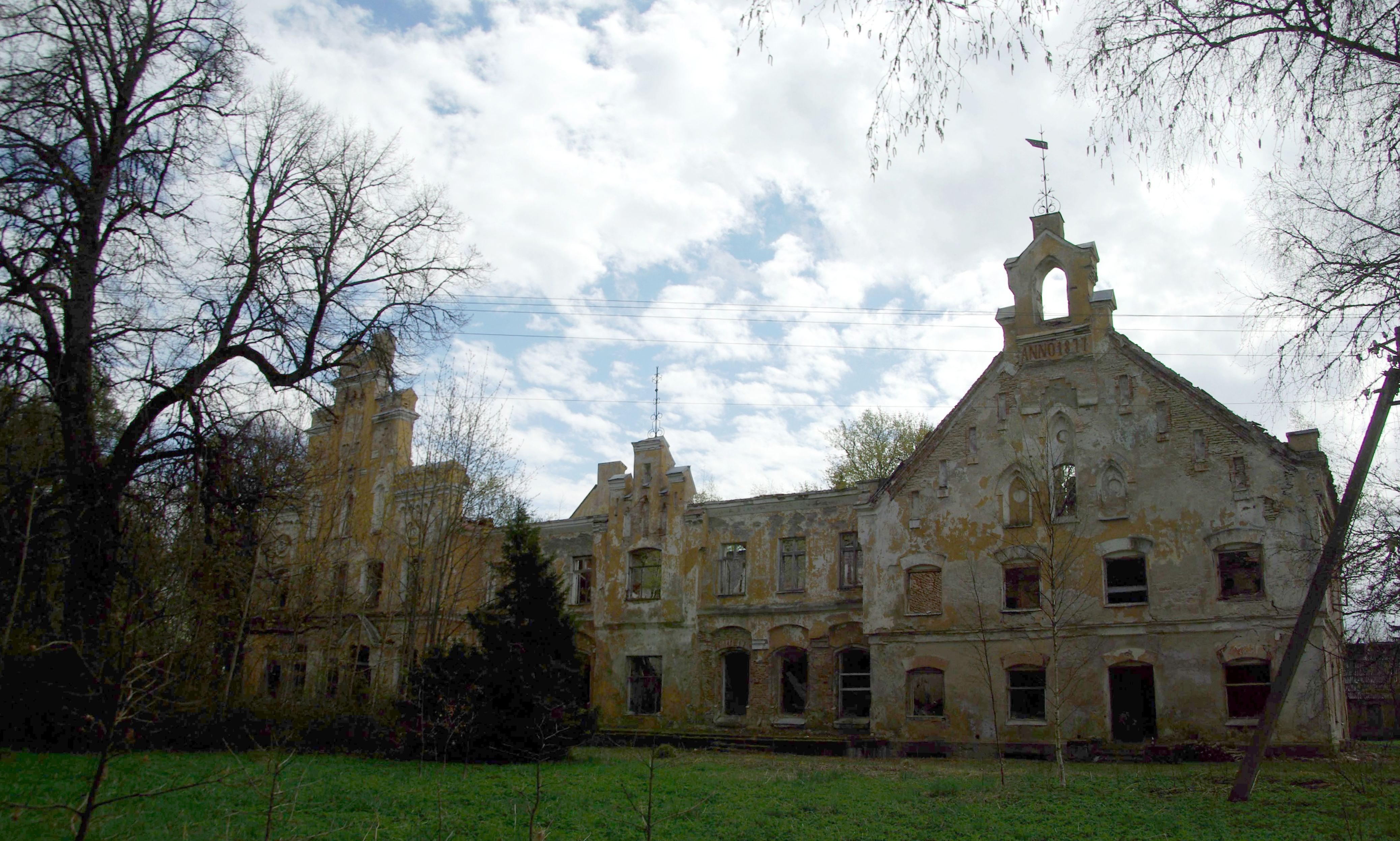
Het landhuis
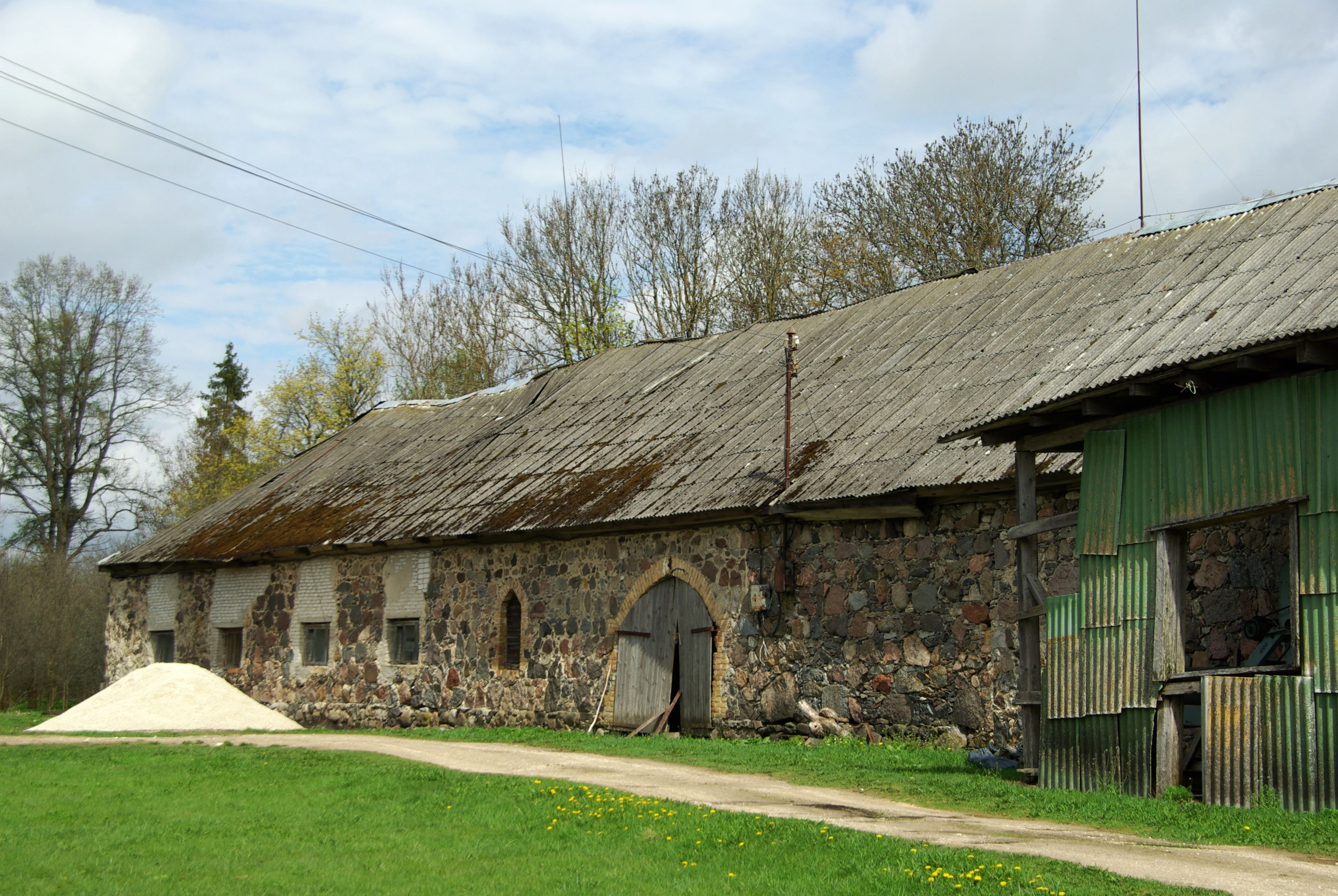
Stallencomplex
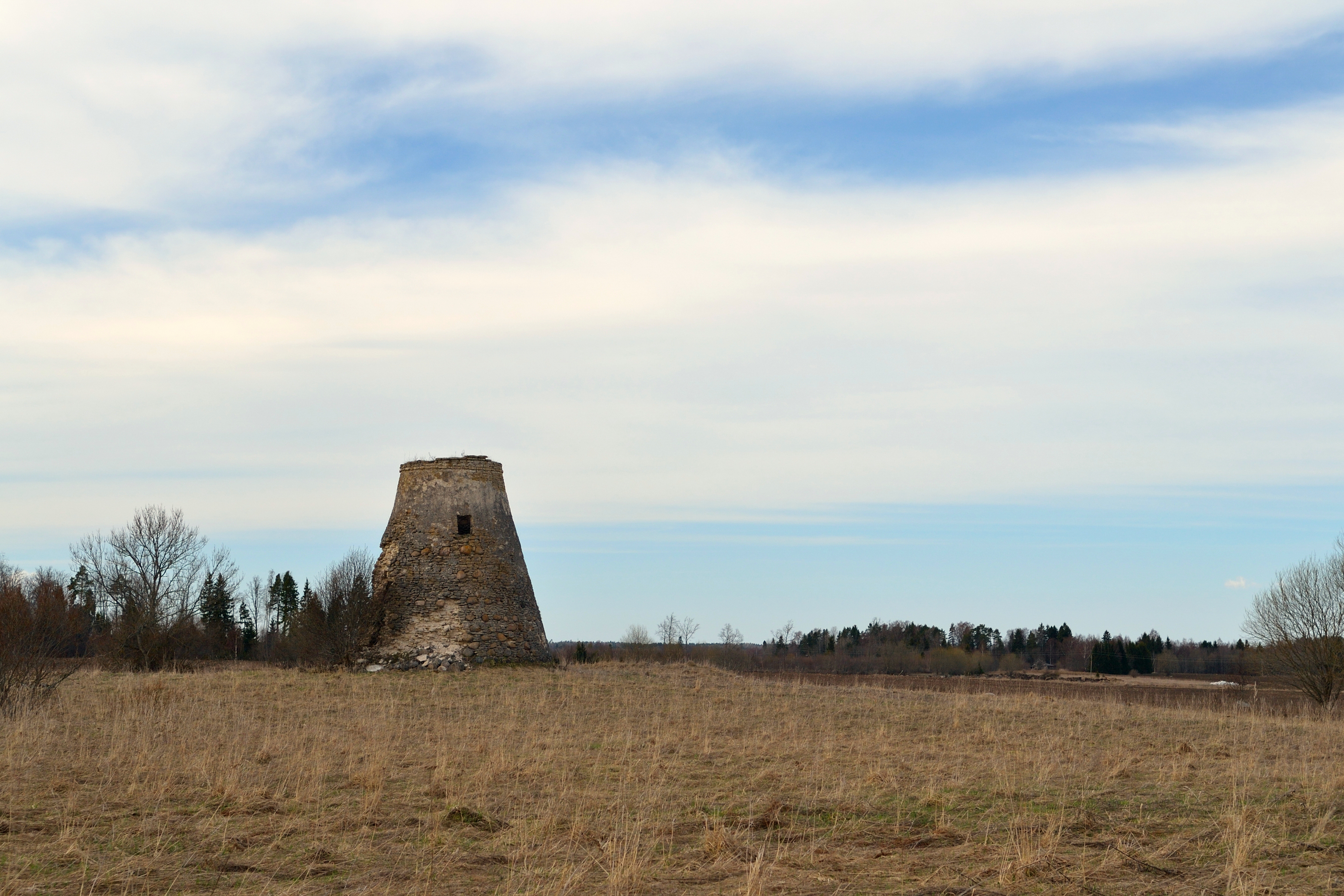
Windmolen